# Тхэгык иль чжан
Тхэгык иль чжан (кор. 태극1장) — самое первое из 17 пхумсэ в тхэквондо по стандартам Куккивона и World Taekwondo Federation. Представляет из себя последовательность движений и приёмов, имитирующих бой с воображаемым противником и помогающих продемонстрировать базовые навыки спортсмена. Согласно стандартам вышеуказанных федераций, Тхэгык иль чжан изучается обладателями восьмого кыпа (жёлтый пояс) и требуется для аттестации на седьмой кып (жёлто-зелёный пояс).

## Символизм
Название буквально означает «Тхэгык, первая ступень». Тхэгык — национальный символ Южной Кореи в виде красно-синего круга, корейская вариация общеазиатского понятия «Великий предел». Применительно к тхэквондо термин «тхэгык» применяется к первым восьми пхумсэ (ученическим, «нубским») и означает готовность спортсмена тренироваться, раскрывая себя, преодолевая трудности и достигая мастерства.
Тхэгык иль чжан обозначается символом «кон» — тремя горизонтальными отрезками, расположенными один над другим. Значение этого символа все мастера описывают следующим образом:
Три следующих одна за другой линии (в триграмме) означают ясность и активность под небом. Небо дарует нам дождь и солнечный свет, чтобы все могло расти и развиваться. Оно несет нам воздух, без которого невозможна жизнь. Выбор этого символа для пхумсе тэгук-иль-джян означает, таким образом, начало созидания. В тэгук-иль-джян формируется понимание тхэквондо для тренирующегося, который через изучение первых основных элементов начинает собственное развитие. Таким образом, создается база для раскрытия личных способностей.

## Техника
После того как раздастся команда «Чарёт!» («Становись!»), спортсмен смыкает ноги и становится в позу «моа-соги» лицом к судьям или в указанную ему сторону. Затем по приказу «Кённе!» («Марш!») он исполняет приветствие, направленное гипотетическому противнику. После приветствия он приступает к выполнению самого пхумсэ.
1. Поворот налево 90°, левая ап-соги, слева арэ-макки.
2. Шаг вперёд, правая ап-соги, справа момтон-бандэ-чириги.
3. Поворот направо 180°, правая ап-соги, справа арэ-макки.
4. Шаг вперёд, левая ап-соги, слева момтон-бандэ-чириги.
5. Поворот налево 90°, левая ап-куби, слева арэ-макки и справа момтон-паро-чириги.
6. Поворот направо 90°, правая ап-соги, слева момтон-ан-макки.
7. Шаг вперёд левая ап-соги, справа момтон-паро-чириги.
8. Поворот налево 180°, левая ап-соги, справа момтон-ан-макки.
9. Шаг вперёд правая ап-соги, слева момтон-паро-чириги.
10. Поворот направо 90°, правая ап-куби, справа арэ-макки и слева момтон-паро-чириги.
11. Поворот налево 90°, левая ап-соги, слева ольгуль-макки.
12. Ап-чаги правой, правая ап-соги, справа момтон-бандэ-чириги.
13. Поворот направо 180°, правая ап-соги, справа ольгуль-макки.
14. Ап-чаги левой, левая ап-соги, слева момтон-бандэ-чириги.
15. Поворот направо 90°, левая ап-куби, слева арэ-макки.
16. Шаг вперёд, правая ап-куби, справа момтон-бандэ-чириги и кихап.

После выполнения пхумсэ спортсмен вновь салютует воображаемому противнику, после чего остаётся в позе «моа-соги» до команды «Паро!» («Вольно!»).